# Буда-Черняхівська
Буда-Черняхівська — колишня колонія у Базарській волості Овруцького повіту Волинської губернії та Базарській сільській раді Базарського району Коростенської та Волинської округ.

## Історія
До 1923 року — колонія Базарської волості Овруцького повіту Волинської губернії. У 1923 році увійшла до складу новоствореної Базарської сільської ради, яка 7 березня 1923 року включена до складу новоутвореного Базарського району Коростенської округи.
Знята з обліку населених пунктів до 1 жовтня 1941 року.